# صالح عام

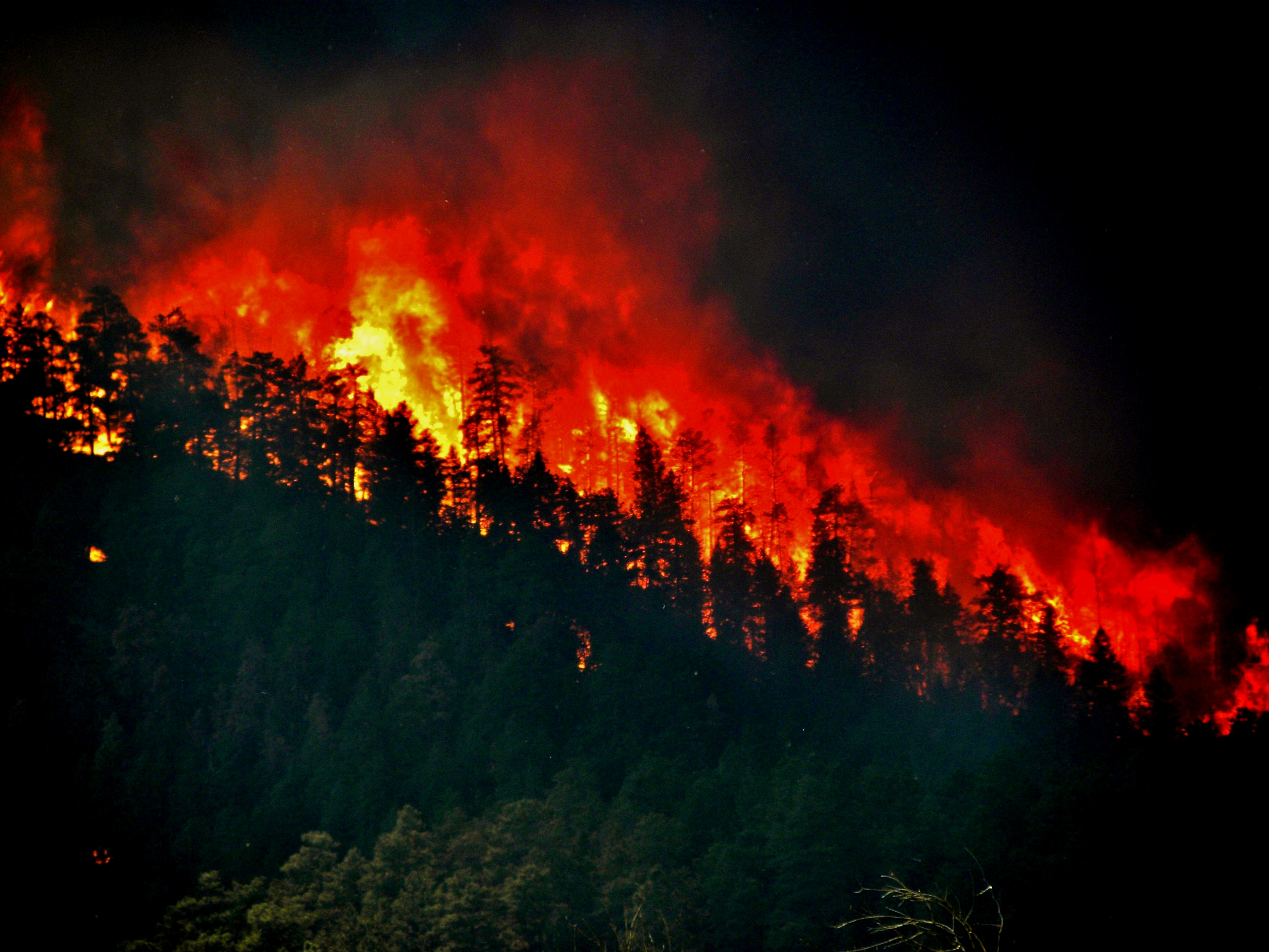

الصالح العام أو الخير العام تعبير يستخدم للإشارة إلى عدد من المفاهيم المختلفة. فيصف في معناه العام «خيرًا» معينًا يتم مشاركته والاستفادة منه على صعيد جميع أعضاء الجماعات المشتركة. وهو أيضًا تعريف الصالح العام في الفلسفة، والأخلاقيات، والعلوم السياسية.
ومع ذلك فلا يوجد تعريف حاسم للصالح العام لكل موقف. الخير العام بين شخص (أ) وشخص (ب) قد لا يكون هو الخير العام بين الشخص (أ) وشخص (ج). وبالتالي فإن الخير العام يمكن أن يتغير غالبًا، على الرغم من وجود بعض الأشياء - مثل المتطلبات الرئيسية للبقاء على قيد الحياة: الطعام، والماء، والمأوى - والتي تكون جيدة لجميع الناس.

## التعريفات الأخرى

### المجال القانوني
الأشخاص (إما الطبيعيون أو الاعتباريون) إذا اتحدا سويًا لتحقيق هدف يمكن وصفه بالصالح العام مثل دول الكومنولث البريطانية

### مذهب النفعية
ينظر للصالح العام في بعض الأحيان بأنه هدف نفعي، وبالتالي فإنه يقدم «أعلى قدر ممكن من المنفعة لأكبر عدد ممكن من الأفراد». وفي أفضل السيناريوهات، قد يعني «أكبر عدد ممكن من الأفراد» جميع المخلوقات التي تتمتع بالإحساس. ويقدم هذا التعريف الصالح العام بوصفه خاصية يمكن تحويلها، أو اختزالها إلى مجموع المصالح الخاصة لأفراد المجتمع والتي من الممكن تبادلها بينهم. ولكن هذه النظرة تأتي من منظور ضيق، وفقير كما يقول البعض، لما يمكن أن يحتويه الصالح العام.

### المنظور الاجتماعي
من التعريفات الأخرى للصالح العام تعريفه من المنظور الاجتماعي، فنظرًا لأن الهدف الحقيقي للدولة، يتطلب اعترافًا بحقوق الأفراد الرئيسية في المجتمع، وهو حق كل فرد في أن تتاح له الفرصة لتشكيل حياته بحرية عن طريق العمل المسؤول، في محاولة للسعي لتحقيق الفضيلة بما يتوافق مع القانون الأخلاقي. فإن الصالح العام هو مجموع ظروف الحياة الاجتماعية التي تمكن الناس من القيام بذلك بسهولة واستقامة أكبر. ويعد هدف الدولة ذات السيادة هو حرية اختيار الوسائل التي تخلق هذه الظروف. أما آخرون، ومن بينهم جون رولس على وجه الخصوص، فقد أرسى الفرق بين الخير، الذي يخلق عالمًا أفضل مهما كان تعريفه، والعدل، الذي ينتج عنه مجتمع عادل، وبنية تحتية ليبرالية اجتماعية تسمح بالسعي لتحقيق الفضيلة ولكنها لا تصف بالضبط ما هو الصالح العام.
ويؤكد البعض أن تعزيز الصالح العام هو هدف الديمقراطية (في مجال السياسة) والاشتراكية (في مجال الاقتصاد). ومن هؤلاء الفلاسفة المعاصرين مايكل ساندل بجامعة هارفارد.

## الاستخدام الأمريكي المعاصر
فيما يتعلق بالسياسة الأمريكية المعاصرة، زادت وتيرة استخدام لغة الصالح العام (يشار إليها في بعض الأحيان باسم «الثراء العام») بين السياسيين من اليسار التقدمي لوصف قيمهم الخاصة. وذكر جوناثان دولينتي أن على المرء التمييز بين الصالح العام، والذي قد يكون «مشتركًا بالكامل بين كل فرد من أفراد العائلة دون أن يصبح خاصًا بأي فرد من أفرادها»، والصالح المشترك والذي «على الرغم من أنه ملكية للجميع بوصفهم مجموعة، فإنه لا يشترك فيه حقًا أفراد المجموعة. فهو في الحقيقة مقسم إلى عدد من أشكال الصالح الخاص عند تقسيمه إلى أفراد المجتمع وأعضاؤه المختلفين.» فبعد أن وصفه مايكل توماسكى في مجلة أمريكان بروسبكت (The American Prospect)  وجون هالبين في مركز التقدم الأمريكي، زاد الوعي السياسي به. وفي مؤتمر استعادة أمريكا، حددت مجلة ذا نيشن (The Nation)، الليبرالية  ومعهد روكريدج الصالح العام بوصفه رسالة سياسية بارزة للمرشحين ذوي الاتجاهات التقدمية. وفي الآونة الأخيرة، استخدم الصالح العام بلاغيًا على لسان السياسيين في السياق الديني بوضوح كما في كانسانز للمواطنين المؤمنين (Kansans for Faithful Citizenship). بالإضافة إلى ذلك، تعمل الجماعات الحقوقية غير الحزبية مثل الصالح العام  هي الأخرى على تشجيع جهود الإصلاح لدعم الصالح العام

## وصلات خارجية
The common good in Catholic Social Teaching: exposition at VPlater project